# Leonard Sachs
Leonard Sachs (* 26. September 1909 in Roodepoort, Transvaal; † 15. Juni 1990 in London) war ein südafrikanisch-britischer Schauspieler.

## Leben
Leonard Sachs wurde in Südafrika in der Stadt Roodeport, Transvaal geboren. Er konnte im Laufe seiner Karriere auf viele Fernseh- und Filmrollen zwischen 1930er und 1980er zurückblicken. So spielte er den Mowbray in der 1950er Verfilmung von Richard II., die Titelrolle in John Wesley (1954) und Lord Mount Severn in East Lynn (1976). Sachs verwandelte eine alte Music Hall in das neu begründete Players’ Theatre, in der Villiers Street, London. Sachs trat als Chairman der Leeds City Varieties in der langlebigen Fernsehserie The Good Old Days von 1953 bis 1983 auf und war bekannt für seine ausgefeilten Vorstellungen der Darsteller. Leonard Sachs Lebenswerk wurde 1977 mit einer Episode von This is Your Life geehrt.
Leonard Sachs trat auch an der Seite Patrick McGoohans in Geheimauftrag für John Drake sowie in zwei Episoden der Science-Fiction-Serie Doctor Who: einmal als Admiral Gaspard II. de Coligny in The Massacre of St Bartholomew's Eve (1966), das andere Mal 1983 als Lord President Borusa in Arc of Infinity.
1947 heiratete Sachs die Schauspielerin Eleanor Summerfield. Aus dieser Ehe gingen die Söhne Robin und Toby Sachs hervor. Leonard Sachs starb in London im Alter von 80 Jahren.
Im deutschsprachigen Raum wurde er u. a. von Erwin Linder synchronisiert.

## Filmografie (Auswahl)
- 1950: Staatsgeheimnis (State Secret)
- 1956: The Gamma People
- 1957: Face in the Night
- 1957: Man from Tangier
- 1958: Ivanhoe (Fernsehserie, 2 Folgen)
- 1958: The Man Who Wouldn’t Talk
- 1959: Das Ungeheuer von Loch Ness (The Giant Behemoth)
- 1959–1960: Die vier Gerechten (The Four Just Men; Fernsehserie, 2 Folgen)
- 1960: Beyond the Curtain
- 1960: The Dover Road Mystery
- 1961: Ein Toter spielt Klavier (Taste of Fear)
- 1961: Geheimauftrag für John Drake (Danger Man; Fernsehserie, 1 Folge)
- 1961: Konga
- 1961: Schöne Witwen sind gefährlich (Five Golden Hours)
- 1961: Der Mann, der einen Mord vergaß (Pit of Darkness)
- 1961–1962: Die Verfolger (The Pursuers; Fernsehserie, 3 Folgen)
- 1962: Freud (Freud – The secret passion)
- 1965: Simon Templar (The Saint; Fernsehserie, 1 Folge)
- 1965: Die amourösen Abenteuer der Moll Flanders (The Amorous Adventures of Moll Flanders)
- 1965: James Bond 007 – Feuerball (Thunderball)
- 1966–1983: Doctor Who (Fernsehserie, 7 Folgen)
- 1972: Kein Pardon für Schutzengel (The Protectors; Fernsehserie, 1 Folge)
- 1974: Coronation Street (Fernsehserie, 4 Folgen)
- 1975: Einmal ist nicht genug (Once Is Not Enough)